# Ludwig Geyer (wielrenner)
Ludwig Geyer (Hambach Schweinfurt, 18 augustus 1904 – 31 januari 1992) was een Duits wielrenner.

## Belangrijkste overwinningen
1930
- 2e etappe Ronde van Duitsland

1934
- 4e etappe Ronde van Zwitserland
- Eindklassement Ronde van Zwitserland

1937
- 4e etappe Ronde van Duitsland

1939
- 7e etappe Ronde van Duitsland

## Resultaten in voornaamste wedstrijden
| Jaar | Ronde van Italië | Ronde van Frankrijk | Ronde van Spanje |
| ---- | ---------------- | ------------------- | ---------------- |
| 1931 |                  | 19e                 |                  |
| 1932 | 35e              | 22e                 |                  |
| 1933 | 7e               | 12e                 |                  |
| 1934 |                  | 7e                  |                  |
| 1937 | opgave           | 28e                 |                  |

| Jaar | Milaan-San Remo | Parijs-Roubaix | Parijs-Tours | Parijs-Brussel |  | WK op de weg |
| ---- | --------------- | -------------- | ------------ | -------------- |  | ------------ |
| 1931 |                 | 16e            |              |                |  | 10e          |
| 1932 |                 | 39e            |              | 15e            |  |              |
| 1933 | 5e              | 4e             | Brons        |                |  | 10e          |
| 1934 | 17e             |                |              |                |  | 12e          |
| 1937 |                 |                |              |                |  |              |